# تپه کانی شاه (۲)
تپه کانی شاه (۲) مربوط به دوره اشکانیان - دوره ساسانیان است و در شهرستان تکاب، بخش تخت سلیمان، دهستان احمدآباد، روستای حسن‌آباد واقع شده و این اثر در تاریخ ۷ اسفند ۱۳۸۵ با شمارهٔ ثبت ۱۷۶۵۱ به‌عنوان یکی از آثار ملی ایران به ثبت رسیده است.